# Binh đoàn 1 (Nhật Bản)
Binh đoàn 1 (第1軍 Dai-ichi gun) hay Quân đoàn 1 là một đại đơn vị quân sự cấp quân đoàn của Lục quân Đế quốc Nhật Bản. Đơn vị này từng được thành lập và giải thể 3 lần trong các giai đoạn lịch sử. Địa bàn tác chiến chủ yếu của binh đoàn là ở vùng Đông Bắc Trung Quốc.

## Lịch sử
Binh đoàn 1 của Nhật Bản được thành lập lần đầu tiên trong Chiến tranh Thanh-Nhật, tồn tại từ ngày 1 tháng 9 năm 1894 đến 28 tháng 5 năm 1895, dưới sự chỉ huy của Đại tướng Yamagata Aritomo. Nó đã tham gia vào tất cả các trận đánh lớn và được giải thể vào cuối cuộc chiến đó.
Binh đoàn được tái lập trong Chiến tranh Nga-Nhật, tồn tại từ ngày 2 tháng 2 năm 1904 đến ngày 9 tháng 12 năm 1905 dưới sự chỉ huy của Đại tướng Kuroki Tamemoto. Binh đoàn là đơn vị đầu tiên của Nhật Bản đổ bộ vào Triều Tiên và Mãn Châu. Nó đã tham chiến trong hầu hết các chiến dịch lớn của cuộc chiến, bao gồm Trận sông Áp Lục, trận Ma Thiên Lĩnh, trận Liêu Dương, Trận Sa Hà, Trận Hắc Câu Đài và trận Phụng Thiên. Cuối cuộc chiến, binh đoàn được một lần nữa giải thể.
Binh đoàn 1 của Nhật Bản được thành lập lần thứ 3 vào ngày 26 tháng 8 năm 1937 tại Thiên Tân (Trung Quốc) thuộc Trung Quốc trú đồn quân. Ngoài việc bảo vệ tô giới của Nhật Bản tại Thiên Tân, nó còn đóng vai trò là lực lượng tăng cường cho Phương diện quân Bắc Trung Quốc mới thành lập sau sự kiện Lư Câu Kiều trong Chiến tranh Trung-Nhật. Binh đoàn 1 sau đó đã tham gia vào các chiến dịch khác nhau ở Hoa Bắc dưới sự chỉ huy tác chiến của Phương diện quân Bắc Chi Na, bao gồm cả trận Bắc Bình - Thiên Tân, chiến dịch đường sắt Bắc Bình - Hán Khẩu và trận Thái Nguyên trước khi bị giải thể tại Thái Nguyên, tỉnh Sơn Tây sau khi Nhật Bản đầu hàng ngày 30 tháng 9 năm 1945.

## Danh sách chỉ huy

### Tư lệnh
|   | Tên                          | Từ                   | Đến                  |
| - | ---------------------------- | -------------------- | -------------------- |
| 1 | Nguyên soái Yamagata Aritomo | 1 tháng 9 năm 1894   | 19 tháng 12 năm 1894 |
| 2 | Nguyên soái Nozu Michitsura  | 19 tháng 12 năm 1894 | 28 tháng 5 năm 1895  |
| 3 | Đại tướng Tamemoto Kuroki    | 2 tháng 2 năm 1904   | 9 tháng 12 năm 1905  |
| 4 | Trung tướng Katsuki Kiyoshi  | 26 tháng 8 năm 1937  | 30 tháng 5 năm 1938  |
| 5 | Đại tướng Umezu Yoshijirō    | 30 tháng 5 năm 1938  | 7 tháng 9 năm 1939   |
| 6 | Trung tướng Shinozuka Yoshio | 7 tháng 9 năm 1939   | 20 tháng 6 năm 1941  |
| 7 | Trung tướng Iwamatsu Yoshio  | 20 tháng 6 năm 1941  | 1 tháng 8 năm 1942   |
| 8 | Đại tướng Yoshimoto Teiichi  | 1 tháng 8 năm 1942   | 22 tháng 11 năm 1944 |
| 9 | Trung tướng Sumida Raishiro  | 22 tháng 11 năm 1944 | 30 tháng 9 năm 1945  |

### Tham mưu trưởng
|    | Tên                            | Từ                   | Đến                  |
| -- | ------------------------------ | -------------------- | -------------------- |
| 1  | Thiếu tướng Ogawa Mataji       | 1 tháng 9 năm 1894   | 28 tháng 5 năm 1895  |
| 2  | Thiếu tướng Shigeta Fujii      | 2 tháng 2 năm 1904   | 9 tháng 12 năm 1905  |
| 3  | Thiếu tướng Hashimoto Gun      | 26 tháng 8 năm 1937  | 27 tháng 1 năm 1938  |
| 4  | Thiếu tướng Iida Shōjirō       | 27 tháng 1 năm 1938  | 9 tháng 11 năm 1938  |
| 5  | Trung tướng Kushibuchi Senichi | 9 tháng 11 năm 1938  | 9 tháng 3 năm 1940   |
| 6  | Thiếu tướng Tanaka Ryukichi    | 9 tháng 3 năm 1940   | 2 tháng 12 năm 1940  |
| 7  | Thiếu tướng Kusuyama Hideyoshi | 2 tháng 12 năm 1940  | 1 tháng 12 năm 1941  |
| 8  | Trung tướng Hanaya Tadashi     | 1 tháng 12 năm 1941  | 23 tháng 10 năm 1943 |
| 9  | Thiếu tướng Horike Ichimaro    | 23 tháng 10 năm 1943 | 16 tháng 12 năm 1944 |
| 10 | Thiếu tướng Yamaoka Michitake  | 16 tháng 12 năm 1944 | 30 tháng 9 năm 1945  |

## Biên chế cuối cùng
Các đơn vị trực thuộc vào thời điểm Nhật Bản đầu hàng
- Sư đoàn 114
- Lữ đoàn độc lập hợp thành số 3
- Lữ đoàn độc lập bộ binh số 10
- Lữ đoàn độc lập bộ binh số 14
- Đội cảnh bị độc lập số 5